# Teateråret 1995

## Händelser

### Juni
- 18 juni – Den sista svenska föreställningen av The Phantom of the Opera spelas på Oscarsteatern. Ingen annan uppsättning har spelats så länge i Sverige.[1]

### December
- 21 december – Finländske barytonen Walton Grönroos utses till ny konstnärlig chef för Kungliga Teatern i Stockholm.[1]

### Okänt datum
- Suzanne Osten utnämns till professor i regi på Dramatiska Institutet.
- Teater Tribunalen bildades av skådespelare från Teaterhögskolan i Malmö och scen-konstnärer från Dramatiska Institutet
- Teater Bhopa bildas i Göteborg

## Priser och utmärkelser
- 19 oktober - O'Neill-stipendiet tilldelas Stina Ekblad[1]
- Thaliapriset tilldelas Linus Tunström
- Birgitta Svendén utnämndes till hovsångare

### Guldmasken
| Kvinnlig huvudroll:             | Carola Häggkvist   | Sound Of Music                  |
| Manlig huvudroll:               | Björn Kjellman     | Little Shop Of Horrors          |
| Kvinnlig biroll:                | Jeanette Köhn      | Cyrano                          |
| Manlig biroll:                  | Johan Rheborg      | Little Shop Of Horrors          |
| Kvinnlig huvudroll i talpjäs:   | Sissela Kyle       | DubbelTrubbel                   |
| Manlig huvudroll i talpjäs:     | Dan Ekborg         | DubbelTrubbel                   |
| Kvinnlig biroll i talpjäs:      | Laila Westersund   | Min Mamma Herr Albin            |
| Manlig biroll i talpjäs:        | Ulf Isenborg       | Min Mamma Herr Albin            |
| Regi:                           | Okvin              | Lyckad Nedfrysning av Herr Moro |
| Koreografi:                     | Lisa Alvgrim       | Lyckad Nedfrysning av Herr Moro |
| Scenografi:                     | Rolf Allan         | Lyckad Nedfrysning av Herr Moro |
| Kostym:                         | Ulla Cassius       | Cyrano                          |
| Barn- och Familjeföreställning: | Kategorin finns ej |                                 |
| Föreställning:                  | Kategorin finns ej |                                 |
| Bäste artist:                   | Kategorin finns ej |                                 |
| Teaterchefernas pris:           | Kategorin finns ej |                                 |
| Juryns specialpris:             | Claes Eriksson     | Lyckad Nedfrysning av Herr Moro |
| Privatteatrarnas pris:          | Glenn Killing      | I Manegen                       |

Se vidare MusikalNet listor över pristagare

## Årets uppsättningar

### Oktober
- 7 oktober - Benny Anderssons och Björn Ulvaeus musikal Kristina från Duvemåla har urpremiär i Malmö på [2] Malmö musikteater med bland andra  Anders Ekborg, Peter Jöback och Helen Sjöholm.[1]

### Okänt datum
- Skattkammarön i Gunnebo sommarspel
- Romeo och Julia i regi av Alexander Öberg på Backa Teater.

## Avlidna
- 11 juli - Stig Bergendorff, 81, svensk revyförfattare och teaterdirektör.[1]